# Chthonius porevidi
Chthonius porevidi är en spindeldjursart som beskrevs av Curcic, Makarov och Lucic 1998. Chthonius porevidi ingår i släktet Chthonius och familjen käkklokrypare. Inga underarter finns listade i Catalogue of Life.